# الأفعى المجلجلة: قصة أهانا (فلم)
الأفعى المجلجلة: قصة أهانا (بالإنجليزية: Rattlesnake: The Ahanna Story)، هُو فيلم إثارة وأكشن نيجيري صدر سنة 2020، وهُو من إنتاج Charles Okpaleke وإخراج رامسي نوح.

## وصلات خارجية
- مقالات تستعمل روابط فنية بلا صلة مع ويكي بيانات